# Agence Tunis Afrique Presse
L'Agence Tunis Afrique Presse (TAP) és l'agència oficial que difon les notícies a Tunísia. Fou creada l'1 de gener de 1961. És de titularitat pública i difon les notícies en francès, anglès i àrab. Té 200 periodistes permanents. El director (2006) és Mohamed Ben Ezzedine.